# Mies van der Rohe Haus

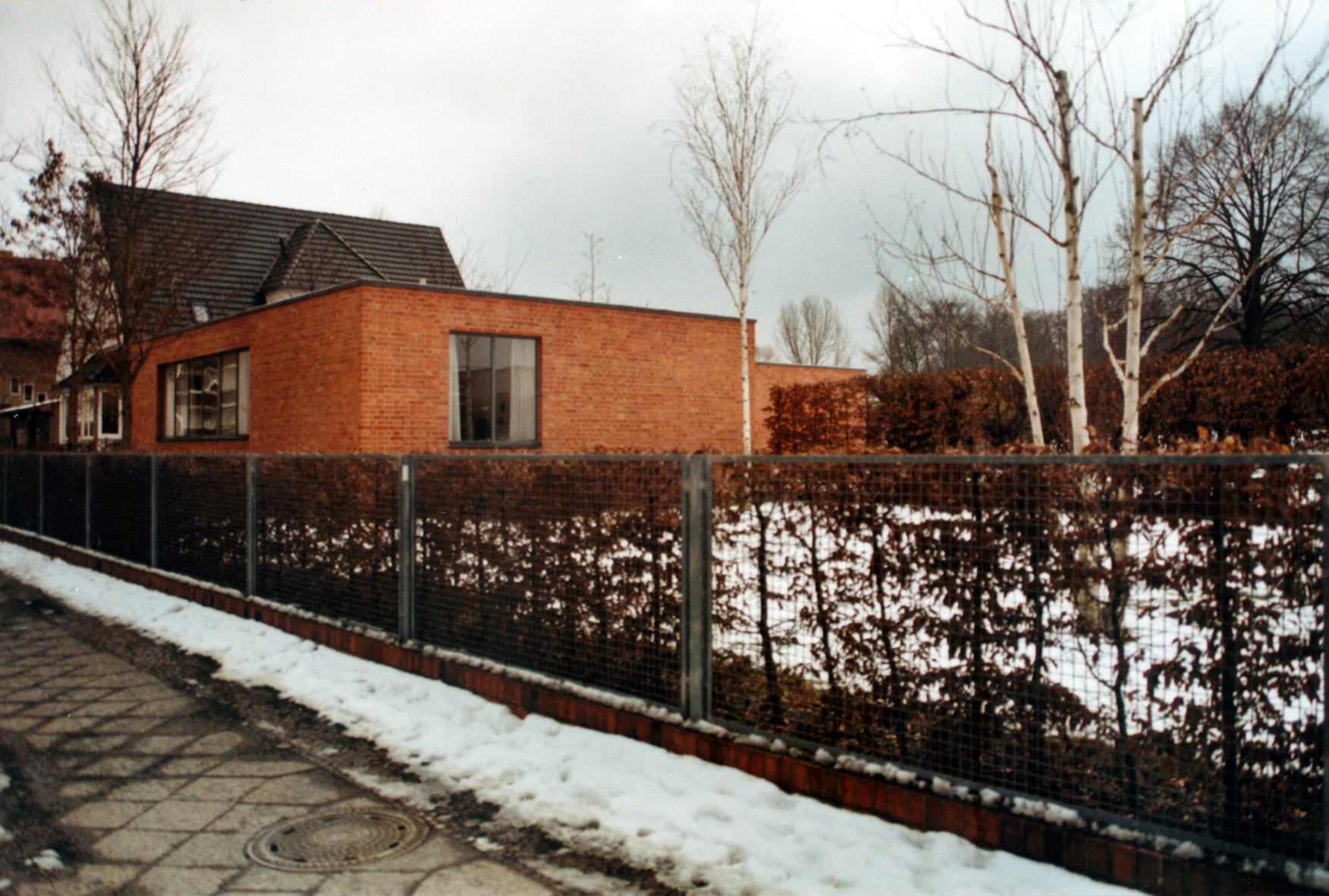
Mies van der Rohe Haus in de winter van 2006

Het Mies van der Rohe Haus aan de Oberseestraße nr. 60 in Alt-Hohenschönhausen (Berlijn, Duitsland) is het laatste door Ludwig Mies van der Rohe ontworpen woonhuis van voor zijn emigratie naar de Verenigde Staten in 1938. Het huis ontstond in Bauhausstijl aan het begin van de jaren '30 onder de naam Villa Lemke.

## Geschiedenis
In het jaar 1932 kocht het echtpaar Martha en Karl Lemke een grondstuk met toegang tot de Obersee. Op aanraden van een kennis wendden ze zich tot de bekende architect die de bouw uitvoeren zou. Na meerdere ontwerpen, die meestal twee verdiepingen bevatten, begon het bouwen in de zomer van 1932. De kosten bedroegen 16.000 Reichsmark. In het voorjaar van 1933 konden de Lemkes hun huis betrekken.
Het L-vormige huis is relatief eenvoudig en bescheiden, maar kwam daarmee ook aan de wensen van het kinderloze echtpaar tegemoet. De façade bestaat uit roodbonte, koolgebrande bakstenen, die samen met het platte dak een eigenzinnig karakter geven aan het huis. Ook de inventaris stamt grotendeels uit het atelier van Mies van der Rohe of werd door zijn partner Lilly Reich ontworpen.
Het echtpaar woonde slechts enkele jaren in de villa. In mei 1945, na de inname van Hohenschönhausen door het Rode Leger, werd de familie gesommeerd zo snel mogelijk de villa te verlaten. Het omliggende gebied werd verboden verklaard voor burgers en Villa Lemke werd als garage en opslagruimte gebruikt. Later woonden in deze en de omliggende villa's leden van het Ministerium für Staatssicherheit (Stasi). Deze betrokken het huis in 1962 en veranderden de tuin en het huis. In 1977 werd de villa door de Berlijnse Senaat op de monumentenlijst van het district gezet.
Aangezien het huis duidelijk aan het vervallen was, begonnen in de jaren '80 de eerste renovatiewerkzaamheden (overigens zonder veel succes, want de beschikbaar gestelde middelen waren ontoereikend). Tot die Wende werd het huis als wasserette en kantine voor medewerkers van de Stasi gebruikt. De tuin werd gedeeltelijk geasfalteerd en als parkeerplaats gebruikt. In 1990 nam het district Hohenschönhausen het huis over en hernoemde het tot Mies van der Rohe Haus. De benodigde renovaties volgden in 2000 en 2001.
Tegenwoordig dient het huis als tentoonstellingsruimte voor moderne kunst en is een bezienswaardigheid voor liefhebbers van de architectuur van Mies van der Rohe. Het huis is de enige internationaal bekende bezienswaardigheid van de wijk Alt-Hohenschönhausen.